# Sugano
Sugano è una frazione del comune di Orvieto (TR).
Situato su una pendice rocciosa dell'altopiano dell'Alfina, a 436 m s.l.m., domina Orvieto stessa e la bassa valle del fiume Paglia. È popolato da 344 abitanti (dati Istat, 2001).

## Storia
L'origine del borgo la si può far risalire al IV secolo a.C., quando nelle campagne circostanti la rupe orvietana si insediarono le prime comunità etrusche.
Nel 1115 esisteva con certezza un borgo e nel 1278, quando furono stabiliti i confini dei pivieri (gli antichi borghi), Sugano era il XXXVI del comune di Orvieto.
Successivamente fu feudo dei Monaldeschi della Cervara e roccaforte della contea di Bolsena. Fu quindi coinvolto in tutte le vicende che interessarono quelle zone per poi identificarsi sempre più con Orvieto.

## Economia
Anche se situato in una zona prettamente agricola, già nell'800 il territorio di Sugano era sede di numerose attività preindustriali.
Vi era una cava dove si estraeva la pietra di tefrite leucitica che veniva usata nell'edilizia orvietana e una piccola miniera di leucite. 
L'abbondanza d'acqua (una sorgente ancora oggi fornisce l'acqua potabile ad Orvieto), aveva dato l'opportunità per la costruzione di una piccola centrale che già nel 1891 forniva l'energia elettrica ad Orvieto e dintorni. Le stesse acque facevano funzionare una cartiera che, si dice, fornisse carta pregiata al Vaticano. Le fonti del Tione, sorgenti di acqua minerale, invece alimentavano una fornace di mattoni, due mulini per il grano ed uno per l'olio e, successivamente, furono anche utilizzate per un allevamento di nutrie. 
Oggi le fonti del Tione sono sfruttate per l'imbottigliamento, mentre della vecchia centrale non è rimasto che un rudere ricoperto dalla vegetazione e due turbine arrugginite.
All'inizio del Novecento, nei dintorni di Tione, erano coltivati alberi di gelso utilizzati per alimentare una piccola industria dei bachi da seta attiva a Sugano.
Le vigne suganesi davano l'uva per il pregiato vino Sucano, ormai dimenticato, che è stato il vino rosso che il bottigliere pontificio non faceva mai mancare a papa Paolo III Farnese.
La testimonianza di ciò è in una lettera del 1549 inviata da Sante Lancerio al cardinale Guido Ascanio Sforza, dove il bottigliere scriveva:
(Sante Lancerio, 1549)